# Décès en 929
Décès
- 925
- 926
- 927
- 928
- 929
- 930
- 931
- 932
- 933

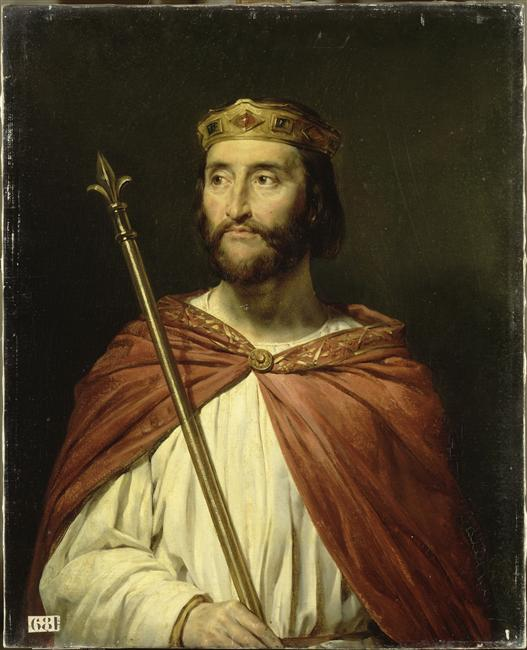
Charles III dit le Simple, mort en 929.

Cette page dresse une liste de personnalités mortes au cours de l'année 929 :
- 24 mars : Zhao Jingyi (en), général de la période des Cinq Dynasties et des Dix Royaumes.
- 7 juin : Ælfthryth, ou Elftrudis, Elftrude, Elfrida, princesse et comtesse de Flandre.
- 28 septembre : Venceslas Ier de Bohême, souverain tchèque, duc de Bohême.
- 7 octobre : Charles III le Simple, roi de Francie occidentale, mort en captivité à Péronne[1].

- Abu'l-Musafir al-Fath, dernier émir sajide d'Azerbaïdjan.
- Al-Battani, astronome, mathématicien et géographe, connu en Europe sous le nom d’Albetanus, qui a découvert la précession des équinoxes et l’inclinaison de l’écliptique. Il estime que l’Afrique et l’Asie ne se rejoignent pas (date probable).
- Ratold d'Italie, ou Ratold de Carinthie, carolingien, fils bâtard d'Arnulf de Carinthie, empereur d'Occident de 896 à 899, qui fut intronisé par son père comme vice-roi d'Italie.
- Hovhannès V de Draskhanakert, ou Hovhannès V Draskhanakerttsi ou Yovhannēs V Drasxanakertc'i, catholicos d'Arménie.
- Phadla II de Kakhétie, prince de Kakhétie de la dynastie dite des Kyriacides.
- Guy de Toscane, comte et duc de Lucques et de marquis de Toscane.
- Wang Du (en), guerrier de la période des Cinq Dynasties et des Dix Royaumes.

## Crédit d'auteurs
- Cet article est partiellement ou en totalité issu de l'article intitulé « 929 » (voir la liste des auteurs).